# Pom (botànica)

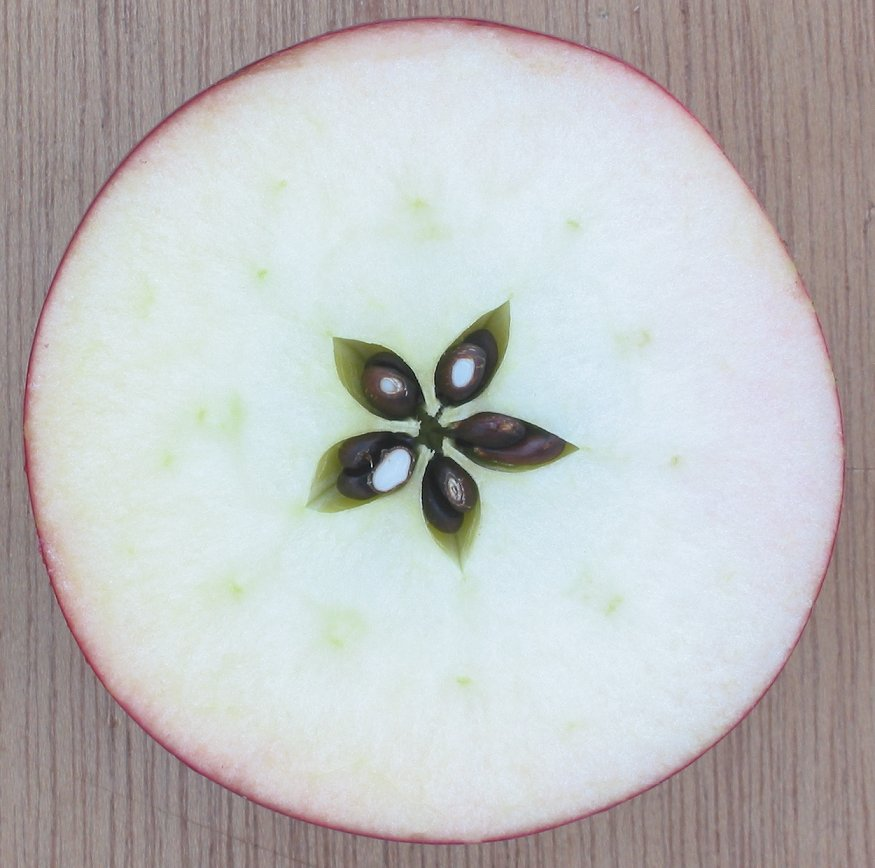
Poma seccionada mostrant l'estructura d'un pom

En botànica, un pom (del llatí pomum, poma) és un tipus de fruit complex produït per plantes de la subfamília Maloideae de la família de les rosàcies. El pom està compost de cinc o més carpels en els quals l'epicarpi forma una capa discreta. El mesocarpi és normalment carnós, i l'endocarpi forma un embolcall al voltant de la llavor. La part externa de l'endocarpi és la part més comestible d'aquesta fruita, que prové del receptacle floral i altres parts, de la flor, l'endocarpi correspon al que s'anomena popularment "el cor" i conté les llavors. Les restes arrugades dels sèpals, estil i estams es poden veure al capdavall d'un pom fent-se evident que l'ovari és ínfer en aquestes flors. Els exemples més coneguts d'aquest tipus de fruit són la poma, la nespra, la pera i el codony.